# Pad Kabula (2021.)
Pad Kabula, glavnog grada Afganistana, uslijedio je nakon što su ga 15. kolovoza 2021. zauzeli talibanski militanti. Do osvajanja Kabula većina regionalnih prijestolnica u Afganistanu već je bila pod kontrolom Talibana i to tijekom povlačenja američke vojske, koje je počelo u veljači 2021. i koje je prema planovima trebalo biti dovršeno do rujna iste godine.
Pad Kabula bio je vrhunac velike talibanske ofenzive koja je započela u svibnju 2021. protiv afganistanske vlade. Do zauzimanja grada došlo je nekoliko sati nakon što je predsjednik Ašraf Gani pobjegao iz države.
Pregovori između talibanske delegacije te afganistanskih političkih službenika i vođa još su u tijeku. Talibani su zahtijevali mirnu predaju vlasti, a međunarodno priznata afganistanska vlada obećala je da će poštovati njihove želje. Međutim, vlada Islamske Republike Afganistan zatražila je da se vlast preda privremenoj vladi, dok Talibani zahtijevaju potpunu predaju vlasti. NATO-ove snage i dalje su u Kabulu da bi osigurale sigurnu evakuaciju stanovnika.